# MTV Video Music Award a legjobb videójáték betétdalért
Az MTV Video Music Award a legjobb videójáték betétdalért díjat 2004 és 2006 között adták át azzal a céllal, hogy nagyobb nézettséget érjenek el. Amikor 2007-ben átalakították a Video Music Awards-ot, a kategóriát megszüntették.
| Év   | Győztes                                                 | További jelöltek |
| ---- | ------------------------------------------------------- | --- |
| 2004 | Tony Hawk's Underground (Activision)                    | - True Crime: Streets of LA (Activision)                                                                                          |
| 2005 | Dance Dance Revolution Extreme (Konami)                 | - Tony Hawk's Underground 2 (Activision)                                                                                          |
| 2006 | Marc Eckō's Getting Up: Contents Under Pressure (Atari) | - Burnout Revenge (Electronic Arts) - Driver: Parallel Lines (Atari) - Fight Night Round 3 (Electronic Arts) - NBA 2K6 (2K Games) |